# Назаров, Юрий Владимирович (дизайнер)
Ю́рий Влади́мирович Наза́ров (род. 26 апреля 1948 года, Москва) — советский и российский дизайнер, доктор искусствоведения (2003), член-корреспондент РАХ (1998), заслуженный деятель искусств РФ (2008), почётный работник науки и техники РФ (2012).

## Биография
Юрий Владимирович Назаров родился 26 апреля 1948 г. в Москве. Родители: отец — Назаров Владимир Анатольевич, художник-график, участник ВОВ (1921—1995). Мать — Назарова (Дасковская) Лилия Борисовна — врач-окулист (1921—1985). Начал учёбу в Средней школе № 31 Фрунзенского района г. Москвы. Затем поступил в первый класс Московской средней художественной школы (МСХШ) при институте им. В. И. Сурикова. Окончил МСХШ с Серебряной медалью в 1967 г.
- Президент АНО «Национальная Академия Дизайна»
- член-корреспондент Российской Академии Художеств.
- профессор.
- доктор искусствоведения.
- Заслуженный деятель искусств РФ.

Юрий Владимирович окончил:
- Московская средняя художественная школа при Институте им. В. И. Сурикова, Серебряная медаль, 1967.
- МВХПУ (бывшее Строгановское); специальность: Промышленное искусство (художественное конструирование), диплом «с отличием» 1972;
- аспирантуру Московского высшего художественно-промышленного училища (бывш. Строгановского) 1980.

Работал:
- 1972—1974 гг. — Всесоюзный научно-исследовательский институт технической эстетики — дизайнер.
- 1975—1977 гг. — Всесоюзный проектно-конструкторский и технологический институт мебели — ведущий дизайнер.
- 1977—1979 гг. — Центральный научно-исследовательский институт чёрной металлургии — руководитель группы.
- 1979—1988 гг. — «Мосспецпромпроект» — начальник отдела технической эстетики.
- 1989—2002 гг. — Творческо-производственный центр «СОРИ» при Союзе дизайнеров — художественный руководитель.
- 1989—1992 гг. — председатель правления Московской организации Союза дизайнеров СССР.
- С 1992 года — президент Союза Дизайнеров России.
- 1992—2004 гг. — член Президиума Комиссии по Государственным Премиям РФ в области литературы и искусства.
- 1993—2004 гг. — старший преподаватель, затем — профессор кафедры «Дизайн» МГХПУ им. С. Г. Строганова.
- С 1993 года — член Комиссии по Премиям Москвы в области литературы и искусства.
- С 1999 года — ректор Национального Института Дизайна (ЧУ ВПО «Национальный Институт Дизайна»).
- 2001—2006 гг. — член Совета при Президенте РФ по культуре и искусству.
- С 2005 года — член Межведомственной комиссии по Премиям Правительства РФ в области литературы и искусства.
- С 2006–2017 гг. — профессор кафедры «Дизайн» МГПУ.
- С 2010 года по н. в. – профессор кафедры "Средовой дизайн" РГУ им. А.Н. Косыгина, г. Москва
- С 2019 года — Президент АНО ВО «Национальный Институт Дизайна» г. Москва
- 1970—2014 гг. — брак с Дрюковой Нинель Витальевной.
- 1974 год — родилась дочь Светлана.
- 2017 год – брак с Поповой Виолеттой Вячеславовной.
- 2018 год – родилась дочь Элина.

### Творчество
- 1972 — создание интерьеров Северного морского пароходства в Архангельске.
- 1973 — создание интерьеров и оборудование экспериментальной школы в Чертаново-Северное в Москве.
- 1973—1974 — создание интерьеров Государственного Комитета по науке и технике в Москве.
- 1975—1985 — оформление учебной литературы по дизайну в издательстве «Просвещение».
- 1977—1979 — создание интерьеров и системы визуальных коммуникаций для ЦНИИЧермет в Москве.
- 1979—1988 — разработка и внедрение системы корпоративной идентификации Главмосмонтажспецстроя.
- 1979—1980 — разработка ряда объектов «Олимпиады-80» в Москве.
- 1985—1988 — разработка и внедрение строительной системы «Универсал».
- 1985—1988 — разработка ряда строительных объектов быстрого возведения в Москве.
- 1989 — разработка пешеходной зоны Тверской улицы в Москве.
- 1990 — разработка системы идентификации делегации СССР на фестивале молодежи и студентов в Пхеньяне.
- 1991 — разработка системы идентификации Всесоюзного Форума студентов в Москве.
- 1992—1996 — разработка и внедрение системы идентификации Детского санатория № 26 в Троицке.
- 1995 — выход книги «Российский дизайн. Традиции и современность. 1920—1990»[3] (совместно с А. Лаврентьевым).
- 1996—2000 — разработка оборудования системы детских игровых площадок (Премия Мэрии Москвы в области литературы и искусства в номинации «Дизайн», 1998 г.):

- «АБВГДейка»,
- «Малыш»,
- «Спорт»
- и др.

- 2006—2012 — разработка проектов средовых объектов для Москвы и Сочи.

#### Публикации
В печати вышли книги Юрия Владимировича:
- 2002 — «Постсоветский дизайн»
  - книга была удостоена Золотой медали Российской академии художеств.
- 2007 — «Проектирование в графическом дизайне»[4].
- 1995 — "Российский дизайн. Традиции и эксперимент. 1920—1990. (совместно с А. Лаврентьевым) издательство «Ernst & Sohn», Berlin.
- 2008 — «Служить российскому дизайну»[5].
- 2015 — «Дизайн пешеходной улицы» Дизайн-квартал, Казань, совместно с Беловым М. И., Михайловым С. М., Михайловой А. С.
- 2018 — «Стихофрения», АНО ВО НИД
- 1970—2021 более 300 статей по научной тематике, в том числе около 50 статей в журналах из перечня ВАК РФ и индексируемых Scopus.

2022 — «Россия может быть лидером! 2022»

### Учёные степени
- 1996 — присвоение учёного звания «доцент».
- 1997 — присвоение учёной степени «кандидат искусствоведения».
- 1998 — избрание членом-корреспондентом Российской академии художеств.
- 1999 — избрание на должность профессора МГХПУ им. С. Г. Строганова.
- 1999 — избрание ректором Национального Института Дизайна (Москва).
- 2001 — избрание действительным членом Академии ювелирного искусства.
- 2003 — защита диссертации на соискание ученой степени «доктор искусствоведения».
- 2009 — учёное звание «Профессор».
- 2011 — включение в Состав Ученого Совета по защите докторских диссертаций при ВНИИТЭ.
- 2012—2013 — председатель Диссертационного совета Д 212.144.05 при МГУДТ по специальности 17.00.06. — «Техническая эстетика и дизайн».
- 2013—2016 — член экспертного совета ВАК РФ по секции филологии и искусствоведения.
- 2016- по н.в. — член Диссертационных советов Д 212.144.01 и Д 212.144.05 при РГУ им. А. Н. Косыгина по специальности 17.00.06. — «Техническая эстетика и дизайн».
- 2020 — по н.в. — Президент АНО ВО «Национальный Институт Дизайна»
- 2023 — Председатель диссертационного совета 24.2.368.03 по научной специальности 5.10.3 искусствоведение (техническая эстетика и дизайн) при РГУ им. А. Н. Косыгина

### Преподавание
- 1972—2006 — преподавание на кафедре «Дизайн» МГХПА им. С. Г. Строганова.
- 1975—1977 — преподавание на кафедре «Интерьер» Московского архитектурного института.
- 1994—1996 — преподавание на кафедре рисунка МГОПУ.
- 1995 — избрание на должность профессора МГОПУ.
- 1995—1996 — преподавание в Высшей школе изящных искусств на кафедре «Дизайн».
- 1995 — преподавание на кафедре «Дизайн» Технологического института в Риихимяки (Финляндия).
- 1996 — преподавание на факультете искусств Колледжа технологии и искусства в Кармартене (Уэльс).
- 1997 — преподавание в Колледже искусств и дизайна в Борнмуте (Англия).
- 1999 — чтение лекций в Королевском колледже искусств в Лондоне (Англия).
- 1992—2018 преподавание в Московской государственной художественно-промышленной академии им. С. Г. Строганова
- 2007 — по н. в. – профессор кафедры "Дизайн среды" в МГУДТ, Российском государственном университете им. А. Н. Косыгина

### Общественная деятельность
- 1991—2017 — Президент Союза Дизайнеров России
- 2017 — по н.в. Юрий Владимирович Назаров — почётный президент Союза дизайнеров России.
- член жюри на выставке-конкурсе товарных знаков «Золотая Блоха»[6].
- 1993 — по н.в. — член Комиссии по Премиям Москвы в области литературы и искусства.
- 2001—2006 — член Совета при Президенте РФ по культуре и искусству. * 1992—2004 — член Президиума Комиссии по Государственным Премиям РФ в области литературы и искусства.
- 2005 — по н.в. — член Межведомственного совета по Премиям Правительства РФ в области культуры.
- 2009—2013 — член Архитектурно-художественного совета ГК «Олимпстрой».
- 2019 — Посланник Red Dot Network (Эссен).
- 2019 – по н. в. Президент АНО "Национальный Институт Дизайна", Москва
- 2022 –  по н. в. –  Президент АНО «Национальная Академия Дизайна», Москва

## Награды
- 1970 – медаль "За доблестный труд. В ознаменование 100-летия со дня рождения Владимира Ильича Ленина"
- 1998 — лауреат Премии Мэрии Москвы в области литературы и искусства в номинации «Дизайн».
- 2003 — Золотая медаль Российской академии художеств (за книгу «Постсоветский дизайн», 2002 год выхода).
- 2003 — Российский Национальный Приз «Виктория» в номинации «Дизайн теория»[источник не указан 2483 дня].
- 2003 — Благодарность Министра культуры Российской Федерации (6 мая 2003 года) — за большой вклад в развитие современной художественной культуры и в связи с 55-летием со дня рождения[7]
- 2004 — Лауреат Государственной премии Российской Федерации в области литературы и искусства.
- 2004 — Почётное звание «Академик Российского Дизайна», Москва.
- 2007 — Почётный знак «За заслуги в развитии дизайна».
- 2008 — Почётное звание «Заслуженный деятель искусств РФ».
- 2008 — Золотая медаль Творческого союза художников России.
- 2009 — медаль К. Д. Ушинского — за заслуги в области педагогических наук.
- 2012 — звание «Почётный работник науки и техники РФ».
- 2018 — Медаль ордена «За заслуги перед Отечеством» II степени.
- 2018 — Медаль Российской академии художеств «Достойному».
- 2018 — Благодарность Президента РФ «За большой вклад в подготовку и проведение общественно значимых мероприятий всероссийского уровня».
- 2020 — Благодарность Администрации Президента РФ «За большой вклад в развитие российского образования».
- 2023 — Медаль ордена «За заслуги перед Отечеством» I степени (4 декабря 2023 года) — за заслуги в развитии отечественной культуры и искусства, многолетнюю плодотворную творческую деятельность[8].